# Всехсвятское (Кировская область)
Всехсвя́тское — село в Белохолуницком районе Кировской области России. Административный центр Всехсвятского сельского поселения.

## География
Село находится на северо-востоке центральной части Кировской области, в западной части Белохолуницкого района, на правом берегу реки Осетровка, на расстоянии 22 км от города Белая Холуница, административного центра района. Абсолютная высота — 152 м над уровнем моря.

### Часовой пояс
Село Всехсвятское, как и вся Кировская область, находится в часовой зоне МСК (московское время). Смещение применяемого времени относительно UTC составляет +3:00.

## Население
| 2010 |
| ---- |
| 373  |

### Половой состав
По данным Всероссийской переписи, в 2019 году численность населения села составляла 406 человек (185 мужчин и 218 женщин).

## Улицы
| - ул. Комсомольская, - ул. Победы, - ул. Полевая, | - ул. Советская, - ул. Школьная, - ул. Юбилейная. |

## Достопримечательности
В селе расположен ныне не действующий православный храм во имя Всех Святых, возведённый во второй половине XVIII века.

## Известные уроженцы
- Кибардин, Алексей Алексеевич (1882—1964) — протоиерей Русской православной церкви, последний духовник преподобного Серафима Вырицкого.